# Eclipse 500
Eclipse 500 – lekki samolot odrzutowy dla biznesu wyprodukowany przez firmę Eclipse Aviation. Projekt oparty został na samolocie Williams V-Jet II. Produkcja maszyny została wstrzymana w połowie 2008 roku ze względów finansowych. Samolot był wyposażony w awionikę – Avio Next Generation.